# Berosus undatus
Berosus undatus – gatunek chrząszcza z rodziny kałużnicowatych i podrodziny Hydrophilinae.
Gatunek ten opisany został w 1792 roku przez Johana Christiana Fabriciusa jako Hydrophilus undatus.
Chrząszcz o ciele długości od 6,3 do 7,2 mm. Ubarwienie głowy metalicznie czarne, tła przedplecza i pokryw jasne; na przedpleczu przyciemnione punktowanie i dwie podłużne plamki środkowe, położone blisko siebie, na pokrywach ciemne rzędy, punktowanie międzyrzędów oraz plamy w tylnej połowie międzyrzędów od pierwszego do czwartego oraz pośrodku międzyrzędów od ósmego do dziesiątego. Wierzchołki pokryw u samca z przedwierzchołkowym kolcem. Śródpiersie z blaszkowatym, niskim wyrostkiem opatrzonym skierowanym w tył zębem. Na piątym widocznym sternicie odwłoka prostokątne wycięcie z dwoma szerokimi ząbkami środkowymi, a na pierwszym widocznym sternicie podłużny kil między biodrami tylnych odnóży. Samiec ma środkowy płat edeagusa długością zbliżony do paramer, w widoku bocznym nieco szerszy niż w grzbietowym. Poza wierzchołkiem boki paramer są prawie równoległe.
Owad ten zasiedla płynące i stojące wody. Znany z Teksasu, Meksyku, Małych Antyli oraz kubańskich prowincji: Granma, Guantánamo, Holguín, Las Tunas i Santiago de Cuba.